# Klädesholmen
Klädesholmen is een plaats en eiland in de gemeente Tjörn in het landschap Bohuslän en de provincie Västra Götalands län in Zweden. De plaats heeft 417 inwoners (2005) en een oppervlakte van 29 hectare. Het eiland is verbonden met het eiland Tjörn via een brug. De plaats zelf bestaat eigenlijk uit twee eilanden: Klädesholmen en Koholmen.